# Уренгой (аэропорт)
Уренгой (IATA: UEN, ICAO: USDU) — аэропорт местного значения в посёлке городского типа Уренгой Пуровского района в ЯНАО, расположен в 3 км восточнее посёлка. Аэропорт имеет одну взлётно-посадочную полосу с грунтовым покрытием (укатанный песок) и семь железобетонных посадочных площадок для вертолётов. Собственником и эксплуатантом является ГУП ЯНАО «Аэропорт Тарко-Сале».

## Принимаемые типыВС
Ан-2, Ан-24, Ан-26, Ан-28, Ан-3, Ан-30, Ан-32, Л-410, Як-18, Як-40 (только в зимнее время), Cessna 208B, DHC-6 Twin Otter и более лёгкие, вертолёты всех типов. Аэродром в период весенней распутицы (май — июнь) закрывается для приёма и выпуска воздушных судов на 15 – 30 календарных дней.

## Показатели деятельности
| Пассажиропоток       | Пассажиропоток | Пассажиропоток | Пассажиропоток | Пассажиропоток | Пассажиропоток | Пассажиропоток | Пассажиропоток | Пассажиропоток | Пассажиропоток | Пассажиропоток | Пассажиропоток | Пассажиропоток | Пассажиропоток | Пассажиропоток | Пассажиропоток | Пассажиропоток | Пассажиропоток | Пассажиропоток | Пассажиропоток | Пассажиропоток |
| -------------------- | -------------- | -------------- | -------------- | -------------- | -------------- | -------------- | -------------- | -------------- | -------------- | -------------- | -------------- | -------------- | -------------- | -------------- | -------------- | -------------- | -------------- | -------------- | -------------- | -------------- |
| год                  | 2014           | 2015           | 2016           | 2017           | 2022           |                |                |                |                |                |                |                |                |                |                |                |                |                |                |                |
| пассажиров           | 18 283         | ↗19 669        | ↘18 276        | ↘10 696        | 2040           |                |                |                |                |                |                |                |                |                |                |                |                |                |                |                |
| Грузопоток           |                |                |                |                |                |                |                |                |                |                |                |                |                |                |                |                |                |                |                |                |
| год                  | 2014           | 2015           | 2016           | 2017           |                |                |                |                |                |                |                |                |                |                |                |                |                |                |                |                |
| тонн                 | 843,6          | ↗858,0         | ↗2 098,3       | ↘1 208,8       |                |                |                |                |                |                |                |                |                |                |                |                |                |                |                |                |
| Источник: Росавиация |                |                |                |                |                |                |                |                |                |                |                |                |                |                |                |                |                |                |                |                |